# Native Colombian Orchids
Native Colombian Orchids (abreviado Native Colomb. Orchids) es un libro con ilustraciones y descripciones botánicas que fue escrito conjuntamente por Rodrigo Escobar, Jorge Mario Múnera y Pedro Ortiz Valdivieso y publicado en Medellín en 6 volúmenes en el año 1990.

## Publicación
Fue coordinado y supervisado por: Rodrigo Escobar R.; fotografía, Jorge Mario Múnera B.; traducción, Fereshteh Ebrahimzadeh. 
- Volumen nº 1. Acacallis-Dryadella
- Volumen nº 2. Elleanthus-Masdevallia
- Volumen nº 3. Maxillaria-Ponthieva
- Volumen nº 4. Porroglossum-Zygosepalum
- Volumen nº 5. Supplement, aa-Lepanthes
- Volumen nº 6. Supplement, Leucohyle-Zootrophion.